# Declanșatorul (film)
Declanșatorul (în engleză Firestarter) este un film thriller science fiction american din 1984, regizat de Mark L. Lester după un scenariu bazat pe romanul cu același nume al lui Stephen King. Rolurile principale sunt interpretate de Drew Barrymore și David Keith. 
Intriga filmului se referă la o fetiță care dezvoltă capacități pirokinetice și agenția guvernamentală secretă care încearcă să o controleze. Filmul a fost turnat în localitățile Wilmington, Chimney Rock și Lake Lure din statul Carolina de Nord, precum și în împrejurimile lor.
Un miniserial care continuă acțiunea din film, intitulat Firestarter 2: Rekindled, a fost lansat în 2002 pe SyFy.

## Rezumat
Pe când era la colegiu, Andy McGee (David Keith) a cunoscut-o pe viitoarea sa soție, Vicky Tomlinson (Heather Locklear). Cei doi câștigau bani participând la un experiment ultrasecret al unei agenții guvernamentale, cunoscute sub numele de The Shop (Laboratorul). Cercetările erau conduse de dr. Joseph Wanless, un om de știință genial. Participanților li s-a administrat o doză dintr-o substanță halucinogenă de nivel redus numită LOT-6. Subiecții experimentului au murit în proporție de 80%, dar cei rămași au dobândit capacități paranormale extraordinare. În urma experimentului, Vicky dobândește abilitatea de a citi gândurile, în timp ce Andy capătă capacitatea de a influența gândurile oamenilor, dar efortul îi cauzează sângerări nazale. Andy și Vicky s-au căsătorit apoi și au o fetiță de 9 ani pe nume Charlene "Charlie" McGee (Drew Barrymore), care are capacități pirokinetice, putând incendia doar cu gândul orice dorește și poate citi și gândurile.
Într-o zi, Andy vine acasă de la locul de muncă pentru a afla că Vicky a fost torturată și ucisă; familia bănuia deja că agenția guvernamentală care a organizat experimentul, Departamentul de Informații Științifice ("The Shop"), îi verifica. Guvernul vrea să o captureze pe Charlie și să beneficieze de puternica ei capacitatea de incendiere ca o armă. Andy o salvează pe Charlie de răpitori și sunt de atunci în continuu pe fugă.
Pentru a se proteja, Andy scrie scrisori la ziarele importante, dar trimiterea acestora îi face pe agenții guvernamentali să le determine locația. The Shop trimite un agent cu un singur ochi, John Rainbird (George C. Scott), pentru a-i captura și a-i opri să mai trimită scrisori. La locația agenției, tatăl și fiica sunt ținuți separat. Andy este ținut sub medicamente pentru a fi controlat și supus la teste, care arată că puterile sale s-au diminuat. Între timp, Rainbird ia rolul "prietenosului John" pentru a se împrieteni cu Charlie și a o încuraja să se supună testelor.
Puterile lui Charlie cresc exponențial și ea cere în continuu să-l vadă pe tatăl ei. Andy refuză să mai ia medicamentele și își recuperează încet puterea, pe care o folosește pentru a-l influența pe căpitanul Hollister (Martin Sheen) să organizeze o evadare din locația agenției. Charlie îi spune lui "John" despre evadare și el se asigură că va fi și el acolo. Pe drumul spre întâlnirea cu Charlie la grajduri agenției, Andy află de planul viclean al lui Rainbird și i-l dezvăluie lui Charlie. Andy îl forțează pe Hollister să tragă asupra lui Rainbird; Rainbird îl ucide pe Hollister și-l rănește mortal pe Andy, apoi este ars mortal de Charlie. Aflat pe moarte, Andy îi spune lui Charlie să distrugă laboratoarele și să fugă.

## Distribuție
- Drew Barrymore - Charlie McGee, copilul pirokinetic
- David Keith - Andy McGee, tatăl lui Charlie
- George C. Scott - John Rainbird
- Freddie Jones - dr. Joseph Wanless, care a condus experimentul original
- Heather Locklear - Vicky Tomlinson McGee, soția lui Andy și mama lui Charlie
- Martin Sheen - căpitanul "Cap" Hollister, șeful Departamentului de Inteligență Științifică
- Moses Gunn - dr. Pynchot
- Art Carney - Irv Manders, un fermier care îi ajută pe cei doi McGee
- Louise Fletcher - Norma Manders, soția lui Irv

## Recepție
Declanșatorul are un rating de 41% pe situl Rotten Tomatoes.
Filmul a fost nominalizat în 1985 la Premiul Saturn pentru cel mai bun thriller.